# Charon von Lampsakos
Charon von Lampsakos (* um 480/477 v. Chr. in Lampsakos; † wahrscheinlich 2. Hälfte des 5. Jahrhunderts v. Chr.) war ein antiker griechischer Geschichtsschreiber.
Über sein Leben ist fast nichts bekannt. Dionysios von Halikarnassos teilt ihn in einer von ihm erstellten Historiker-Liste der älteren Gruppe zu (gemeinsam mit z. B. Akusilaos von Argos und Hekataios von Milet). Das würde bedeuten, er hätte eher im 6. Jahrhundert v. Chr. als im 5. Jahrhundert v. Chr. gelebt. Ein ihn betreffender Eintrag im byzantinischen Suda-Lexikon berichtet, er sei Sohn eines Pythokles gewesen. Die zeitliche Einordnung seiner Geburt ist dabei widersprüchlich: Man erfährt, er sei während der Herrschaft von Großkönig Dareios (521–485 v. Chr.) in der 79. Olympiade (464–461 v. Chr.!) geboren worden; es wird aber auch mitgeteilt, er habe eher zur Zeit der Perserkriege in der 75. Olympiade (480–477 v. Chr.) gelebt. In der neueren Forschung wird meist in der Nachfolge von Felix Jacoby eher die spätere, auch von der Suda vertretene Datierung ins 5. Jahrhundert angenommen; demnach ist die hauptsächliche Schaffensperiode in der zweiten Hälfte des 5. Jahrhunderts v. Chr. anzusetzen. In den Fragmenten der griechischen Historiker 262 vertritt Jacoby nicht nur diese Datierung, sondern bezeichnet auch die Schriftenliste der Suda als authentisch:
- Chronik von Lampsakos (vier Bücher, nur ein Fragment erhalten)
- Über Lampsakos (Originaltitel unbekannt, zwei Bücher, vielleicht Epitomen der Chronik, nicht erhalten)
- Länderkundliche Schriften: Äthiopische Geschichte(n) (Aithiopika), Persische Geschichte(n) (Persika, zwei Bücher), Libysche Geschichte(n) (Libyka), Kretische Geschichte (drei Bücher, enthalten Gesetze des Minos)
- Periplus Reise hinter die Säulen des Herakles,
- Griechische Geschichte(n) (Hellenika, vier Bücher)
- Prytanen/Archonten der Lakedaimonier (vier Bücher, Chronik, vielleicht bereits annalistisch angelegt, nur Titel bekannt)
- Städtegründungen (zwei Bücher)

Alle Werke sind, wenn überhaupt, nur über wenige Fragmente bei anderen Autoren erhalten (gesammelt in Fragmenten der griechischen Historiker Nr. 262). Ein längeres Zitat aus der Chronik überliefert Athenaios Naukratios:
„Die Bisalten führten einen Feldzug nach Kardia durch und errangen den Sieg. Anführer der Bisalten war Naris. Dieser war als Knabe in Kardia [in die Sklaverei] verkauft worden. Als er bei einem Kardianer Sklave war, wurde er Bartscherer. Bei den Kardianern gab es einen Orakelspruch, dass die Bisalten sie angreifen würden, und die in der Barbierstube Sitzenden unterhielten sich häufig darüber. Und er entlief aus Kardia in sein Vaterland und ließ die Bisalten gegen die Kardianer ausrücken, nachdem er von den Bisalten zum Anführer ernannt worden war. Alle Kardianer aber hatten ihren Pferden beigebracht, bei Symposien nach dem Spiel der Fläten zu tanzen. Und zwar stellten sie sich auf die hinterbeine und tanzten mit den Vorderbeinen (wie Tänzer, die mit den Händen gestikulieren), da sie die Flötenmelodien genau kannten. Das nun wußte Naris und beschaffte sich aus Kardia eine Flötenspielerin, und nachdem die Flötenspielerin bei den Bisalten eingetroffen war, bildete sie viele Flötenspieler aus, mit denen zusammen er den Feldzug nach Kardia unternahm. Und als die Schlacht im Gange war, ordnete er an, man solle alle Flötenmelodien spielen, welche die Pferde der Kardianer genau kannten. Und als die Pferde die Flöte hörten, stellten sie sich auf die Hinterbeine und wandten sich dem Tanz zu. Die Hauptstärke der Kardianer lag aber in der Reiterei, und so wurden sie besiegt.“

## Textausgabe
Paola Ceccarelli (Hrsg.) in Brill’s New Jacoby, Nr. 262 (mit englischer Übersetzung, Kommentar und Forschungsdiskussion).